# Ian Moore
Ian Moore, född 4 januari 2002, är en amerikansk professionell ishockeyback som är kontrakterad till Anaheim Ducks i National Hockey League (NHL) och spelar för San Diego Gulls i American Hockey League (AHL).
Han har tidigare spelat för Harvard Crimson i National Collegiate Athletic Association (NCAA) och Chicago Steel i United States Hockey League (USHL).
Moore draftades av Anaheim Ducks i tredje rundan i 2020 års draft som 67:e spelare totalt.

## Statistik
| 2017–2018   | St. Mark's Lions         |             | 21  | 1  | 13 | 14 | —  | — | — | — | — | — |
|             | Cape Cod Whalers U16     |             | 8   | 2  | 3  | 5  | —  | — | — | — | — | — |
| 2018–2019   | St. Mark's Lions         |             | 31  | 16 | 20 | 36 | —  | — | — | — | — | — |
|             | Cape Cod Whalers U16     |             | 31  | 7  | 19 | 26 | —  | — | — | — | — | — |
| 2019–2020   | St. Mark's Lions         |             | 28  | 12 | 34 | 46 | —  | — | — | — | — | — |
|             | Boston Little Bruins U18 | EHF Elite   | 10  | 6  | 5  | 11 | 4  | — | — | — | — | — |
|             | Boston Jr. Bruins        | NCDC        | 2   | 0  | 0  | 0  | 2  | — | — | — | — | — |
|             | U.S. National U18 Team   |             | 1   | 0  | 0  | 0  | 0  | — | — | — | — | — |
| 2020–2021   | Chicago Steel            | USHL        | 45  | 10 | 14 | 24 | 16 | 8 | 0 | 3 | 3 | 6 |
| 2021–2022   | Harvard Crimson          | NCAA        | 35  | 2  | 13 | 15 | 10 | — | — | — | — | — |
| 2022–2023   | Harvard Crimson          | NCAA        | 34  | 1  | 18 | 19 | 12 | — | — | — | — | — |
| 2023–2024   | Harvard Crimson          | NCAA        | 21  | 3  | 5  | 8  | 10 | — | — | — | — | — |
| 2024–2025   | Anaheim Ducks            | NHL         | 1   | 0  | 0  | 0  | 0  | — | — | — | — | — |
|             | Harvard Crimson          | NCAA        | 32  | 3  | 11 | 14 | 14 | — | — | — | — | — |
|             | San Diego Gulls          | AHL         | 9   | 1  | 4  | 5  | 2  | — | — | — | — | — |
| NHL totalt  | NHL totalt               | NHL totalt  | 1   | 0  | 0  | 0  | 0  | — | — | — | — | — |
| NCAA totalt | NCAA totalt              | NCAA totalt | 122 | 9  | 47 | 56 | 46 | — | — | — | — | — |

### Internationellt
| Källa: Uppdaterad: 2025-04-14 | Källa: Uppdaterad: 2025-04-14 | Källa: Uppdaterad: 2025-04-14 |         | Utv = Utvisningsminuter | Utv = Utvisningsminuter | Utv = Utvisningsminuter | Utv = Utvisningsminuter | Utv = Utvisningsminuter |
| År                            | Lag                           | Mästerskap                    | Matcher | Mål                     | Assists                 | Poäng                   | Utv                     |                         |
| ----------------------------- | ----------------------------- | ----------------------------- | ------- | ----------------------- | ----------------------- | ----------------------- | ----------------------- | ----------------------- |
| 2022                          | USA                           | JVM                           | 5       | 0                       | 1                       | 1                       | 0                       |                         |
| Junior totalt                 | Junior totalt                 | Junior totalt                 | 5       | 0                       | 1                       | 1                       | 0                       |                         |